# Neráida (ort i Grekland, Nomós Kardhítsas)
Neráida är en ort i Grekland.   Den ligger i prefekturen Nomós Kardhítsas och regionen Thessalien, i den centrala delen av landet, 210 km nordväst om huvudstaden Aten. Neráida ligger 816 meter över havet och antalet invånare är 248.
Terrängen runt Neráida är huvudsakligen kuperad, men åt sydväst är den bergig. Runt Neráida är det mycket glesbefolkat, med 6 invånare per kvadratkilometer. Närmaste större samhälle är Ágrafa, 12,1 km väster om Neráida. I omgivningarna runt Neráida växer i huvudsak blandskog.